# جی-ایر
جی-ایر (به انگلیسی: J-Air) یک شرکت هواپیمایی است که در تاریخ J-AIR میلادی تأسیس شده و در تاریخ ۸ اوت ۱۹۹۶ فعالیتش را آغاز کرده‌است.
جی-ایر یکی از شرکت‌های تابعه خطوط هوایی ژاپن محسوب می‌شود.